# Wilhelm Paulcke
Wilhelm Paulcke (Lipsia, 8 aprile 1873 – Karlsruhe, 5 ottobre 1949) è stato un geologo, scialpinista e alpinista tedesco.

## Biografia
Era figlio di un farmacista di Lipsia morto prematuramente.
Nel 1881, si trasferì con i genitori a Davos e scoprì lo sci. Fu uno dei pionieri dello sci alpinismo nelle Alpi. Effettuò la prima documentata traversata sugli sci, dal 19 al 23 gennaio 1897, con quattro amici e due portatori, attraversando l'Oberland Bernese. Fu uno dei creatori della Federazione tedesca di sci nel 1905. Nel 1901 pubblicò Der Skilauf in den Alpen: eine Anregung chez Alpenverein tradotto in francese con il nome di Manuel de ski.
Altra impresa degna di nota fu la prima solitaria assoluta al Cervino nel 1898, salendo per la cresta dello Hörnli durante una soleggiata giornata estiva (non si conosce il giorno esatto).
Nel 1899 Wilhelm Paulcke ottenne un dottorato a Friburgo in Brisgovia. Nel 1901, entrò a far parte dell'Istituto di tecnologia di Karlsruhe e fu professore di geologia e mineralogia dal 1906 al 1935 e rettore dal 1919 al 1920.
Nel 1993, un luogo nel campus universitario ha preso il nome di Paulckeplatz.